# Вайханский сельсовет
Вайханский сельсовет (бел. Вайха́нскі сельсаве́т) — административная единица на территории Городокского района Витебской области Белоруссии.
На территории сельсовета находится озеро Амшено.

## Состав
Вайханский сельсовет включает 37 населённых пунктов:
- Байцерово — деревня
- Бегуны — деревня
- Белохвостово — деревня
- Березняки — деревня
- Большие Стайки — деревня
- Большое Лосвидо — деревня
- Забумерье — деревня
- Залучье — деревня
- Зарецкие — деревня
- Заходы — деревня
- Казиново — деревня
- Кончане — деревня
- Колония — деревня
- Кравцово — деревня
- Крыничная — деревня
- Макары — деревня
- Малое Лосвидо — деревня
- Малое Кошо — деревня
- Малые Стайки — деревня
- Мариамполь — деревня
- Мелюзино — деревня
- Новые Вайханы — деревня
- Озёрки — деревня
- Остравляне — деревня
- Полешино — деревня
- Прудники — деревня
- Силки — деревня
- Скрипки — деревня
- Слобода — деревня
- Смольки — деревня
- Старые Вайханы — деревня
- Сухоруково — деревня
- Хвещенки — деревня
- Цыганы — деревня
- Черемуха — деревня
- Шнитяне — деревня
- Шпаки — деревня